# Ранчо Калаверас
Ранчо Калаверас (енгл. Rancho Calaveras) насељено је место без административног статуса у америчкој савезној држави Калифорнија.

## Демографија
По попису из 2010. године број становника је 5.325, што је 1.143 (27,3%) становника више него 2000. године.
| Група             | 2000.         | 2010.         |
| Белци             | 3.487 (83,4%) | 4.263 (80,1%) |
| Афроамериканци    | 36 (0,9%)     | 48 (0,9%)     |
| Азијати           | 62 (1,5%)     | 87 (1,6%)     |
| Хиспаноамериканци | 424 (10,1%)   | 670 (12,6%)   |
| Укупно            | 4.182         | 5.325         |